# Rockin’ Robin
Rockin’ Robin – piosenka napisana przez Leona René, i nagrana przez Bobby’ego Daya w 1958 roku jako „Rock-in Robin”. Michael Jackson nagrał swoją wersję utworu, którą wydano na singlu w roku 1972. Piosenka pojawiła się na jego albumie Got to Be There.

## Lista utworów
| 1. | „Rockin’ Robin”                    | 2:30  |
|    |                                    |       |
| 2. | „Love Is Here and Now You’re Gone” | 2:51  |
|    |                                    |       |
|    |                                    | 05:21 |
|    |                                    |       |

## Notowania
| Lista (1972)                     | Najwyższa pozycja |
| -------------------------------- | ----------------- |
| U.S. Billboard Hot 100           | 2                 |
| U.S. Billboard Hot Black Singles | 2                 |

## Twórcy

### Rockin’ Robin
- Wokal: Michael Jackson
- Kompozytor: Jimmie Thomas
- Produkcja: Mel Larson i Jerry Marcellino
- Aranżacja: James Anthony Carmichael

### Love Is Here and Now You’re Gone
- Wokal: Michael Jackson
- Kompozytor: Brian Holland, Lamont Dozier, Edward Holland Jr.
- Produkcja: Hal Davis
- Aranżacja: James Anthony Carmichael